# John Atherton (Bischof)

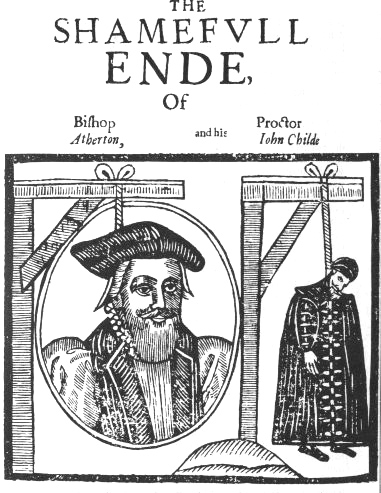
John Atherton (links) und John Childe (rechts) auf dem Titelblatt der anonymen Flugschrift The shameful ende of Bishop Atherton and his Proctor Iohn Childe

John Atherton (* 1598 in Somerset; † 1640) war ein englischer anglikanischer Bischof, der wegen gleichgeschlechtlicher Unzucht hingerichtet wurde. 
Atherton wurde in Somerset geboren, studierte nach seiner Schulausbildung an der Oxford University und wurde Mitglied des anglikanischen Klerus. 1634 wurde Atherton Bischof von Lismore und Waterford in Irland. 1640 wurde Atherton wegen Unzucht mit John Childe angeklagt, zum Tode verurteilt und erhängt. Zeitgenössische Quellen berichten, dass Atherton sein Vergehen direkt vor der Hinrichtung gestanden habe, obwohl er zuvor auf seiner Unschuld bestanden habe. Neuere Forschungsergebnisse legen nahe, dass Atherton das Opfer einer Verschwörung wurde, die ihn und seine Patrone diskreditieren sollte.